# Стара Литва
Стара Литва (пол. Stara Litwa) — село в Польщі, у гміні Кулеше-Косьцельне Високомазовецького повіту Підляського воєводства.
Населення — 85 осіб (2011).

## Історія
В часі опису литовської шляхти в 1528 році перераховані Села Литвинського зем'яни  (пол. Seło Litiwany zemiane). Назва села скоріш за все походить від налженості тієї землі до Литви. Стара Литва становила колись частину шляхетської околиці Куліші (пол. Kulesze). Першими її мешканцями були Куліші гербу Сліповрон.
В акті присяги підляської шляхти королю Польщі є дані про лицарів з села Кулеше Литва (пол. Culesze Lithwa). Податковий список 1580 року подає такі дані про село: пол. Kuliesse Lithwa Bogdanowiętha. Її мешканцями були: Калікст син Петра Кулеши та Анджей син Якуба.
В 1827 році налічувалось тут 20 будинків та 122 мешканців.
В кінці XIX ст. в селі було 21 дрібношляхетських господарств. Середнє господарство складало 8,4 га.
В 1921 році в місцевості було 19 будинків і 116 мешканців.
У 1975-1998 роках село належало до Ломжинського воєводства.

## Демографія
Демографічна структура станом на 31 березня 2011 року:
|          | Загалом | Допрацездатний вік | Працездатний вік | Постпрацездатний вік |
| -------- | ------- | ------------------ | ---------------- | -------------------- |
| Чоловіки | 44      | 2                  | 35               | 7                    |
| Жінки    | 41      | 10                 | 18               | 13                   |
| Разом    | 85      | 12                 | 53               | 20                   |